# آستین کمبریج
آستین کمبریج (Austin Cambridge) خودرویی است که در سال‌های ۱۹۵۴ تا ۱۹۷۱/>۷۲۶،۰۶۱تولید شده‌است.
طراحی آن خودروهای موتور جلو-محور عقب بوده است.

## نگارخانه

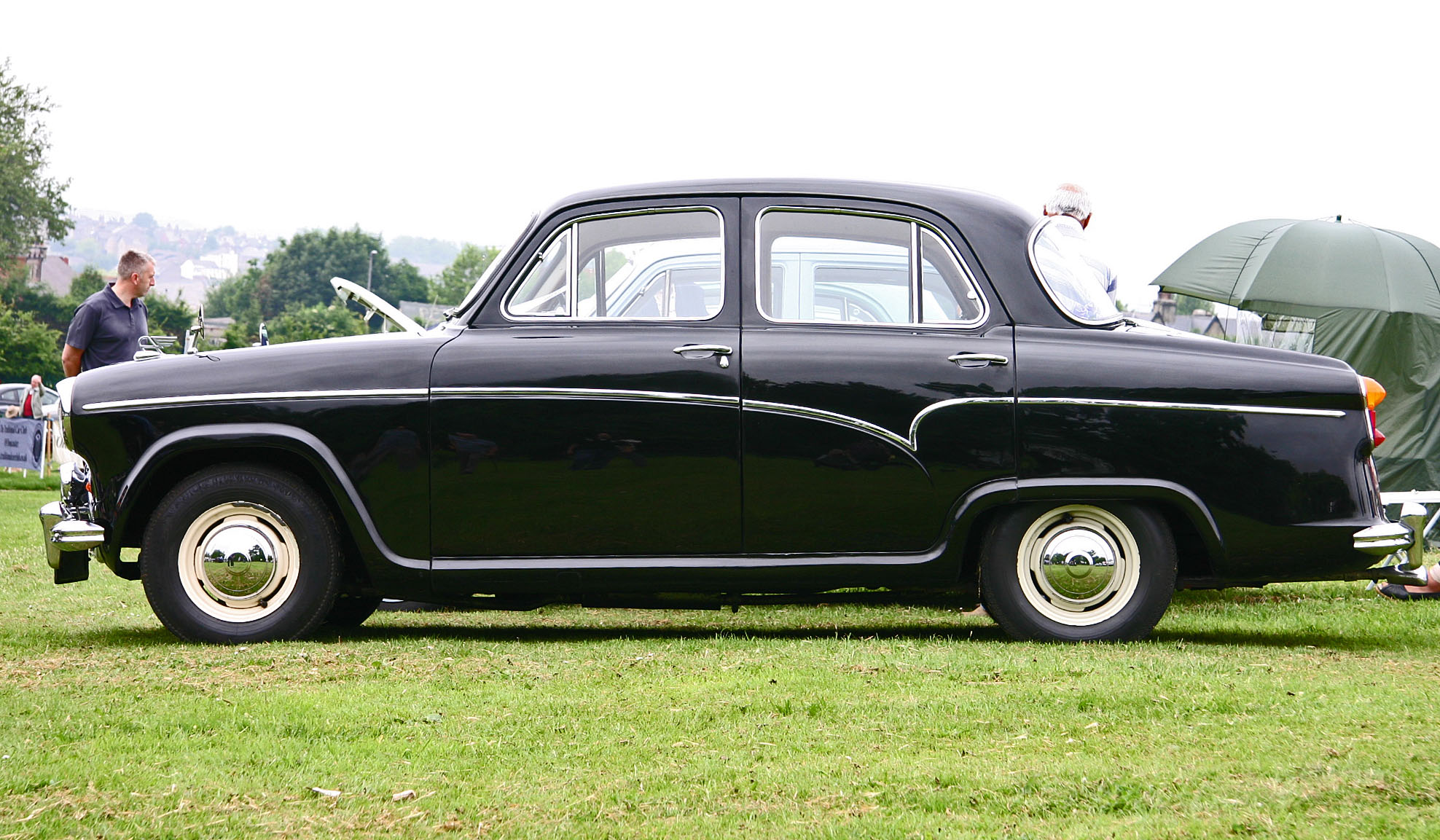
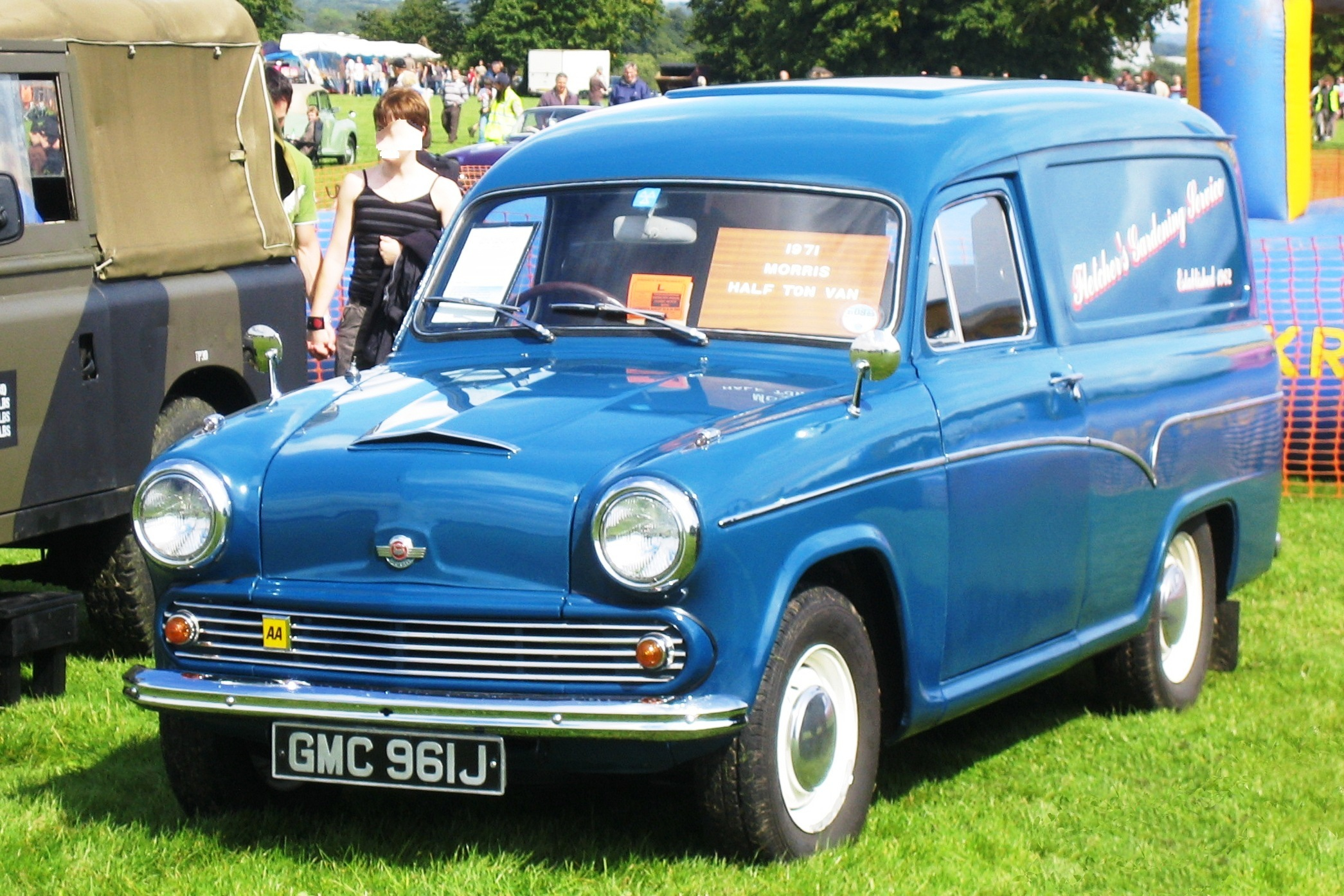